# Jászai Mari
Jászai Mari (született Krippel Mária, anyakönyvezve mint Kripl Maria Anna ) (Ászár, 1850. február 24. – Budapest, 1926. október 5.) magyar színésznő, a Nemzeti Színház nagyasszonya, az egyik legnagyobb magyar tragika.

## Élete
Édesapja Krippel József ácsmester, édesanyja Keszey Julianna. Eredeti nevét annyira nem szerette, hogy még a születési anyakönyvi kivonatból is kiégette a Krippelt (a német „Krüppel” szó jelentése nyomorék, kripli). Édesanyja korán elhunyt és nyolc árvát hagyott maga után. Apja, a hatalmas szál ácslegény, különös ember volt. Hajnaltól éjfélig dolgozott nyolc kis gyermekére, de a legkisebb ok miatt sós vízbe áztatott kötéllel verte mezítelen hátukat. A rideg mostoha, aki az édesanyja halála után a házba költözött, még szította dühét gyermekeivel szemben. A kis Mari ötéves korában elsodródott a szülői háztól, szolgáló lett belőle. Évekig szennyes szalmán hált, éjfélkor fölkeltették a nagymosás végett, patkányok rágták széjjel a haját, de hamar megtalálja vigaszát: a könyvet. A munkától elcsent perceiben, a falusi küszöbre kuporodva olvasni tanult.
Elemi iskolába Győrben járt, az ursulitáknál. Egy iskolai ünnepen alkalmi verset szavalt. Meghallotta, amint Simor János győri püspök, a későbbi bíboros hercegprímás halkan odaszólt az Orsolya-zárda főnökasszonyának: Das Kind hat Talent!. A kis Mari nem tudott németül. Győrben egy úriház kis cselédkéje volt. Iskola előtt följárt cipőket tisztogatni, vasárnap délután pedig a gyermekekkel játszott. A család üveges folyosója tele volt magyar írók és művészek arcképeivel. Jászai Mari maga írja, hogyan szólal meg benne ezen a verandán az ősi színészösztön: „Hogyan kezdődött, hogyan ment? Elég az hozzá, hogy az úrigyerekek kitalálták, hogy ha egy képre rámutatnak és azt mondják: »Nézd Mari, ez meghalt«, hát én rögtön egy sirató jelenetet játszom el a kép előtt, tépem a hajam és folyik a könnyem. A többi gyerek is bőg, amíg csak valaki közbe nem szól és egy másik képre nem mutat, hogy »no ne sírj, kis Mari, nézd csak, ez még él«. Erre én rögtön átcsaptam a legnagyobb örömbe, ugráltam, táncoltam és csakhamar velem táncolt és ujjongott az egész gyerekhad. Elektrát játszottam tízéves koromban! És a színháznak ekkor még csak hírét sem hallottam!”
Szolgált később Pesten a Király utcában, majd Bécsben, ezután markotányosnő volt a königgrätzi csata poklában. A visszavonulás napjaiban, Königgrätz után, hősies viselkedésével és önfeláldozásával sebesültek életét mentette meg. Adtak neki háromszáz forint pénzjutalmat, és Bécsben szélnek eresztették. Ruhákat vett, majd rövid időre hazakerült a szülői házba. Az ablakon át, éjjel szökött meg onnan, hogy színésznő legyen. 1866-ban, tizenhat évesen Hubay Gusztáv társulata után ment Székesfehérvárra, és statisztálni kezdett. A peleskei nótárius egyik néma szerepében lépett fel először. 1867-ben már Budán játszott Bényeinél, 1869-ben a kolozsvári színházhoz szegődött. Itt saját magának kellett színpadi ruháiról gondoskodnia havi 70 forint fizetésből.

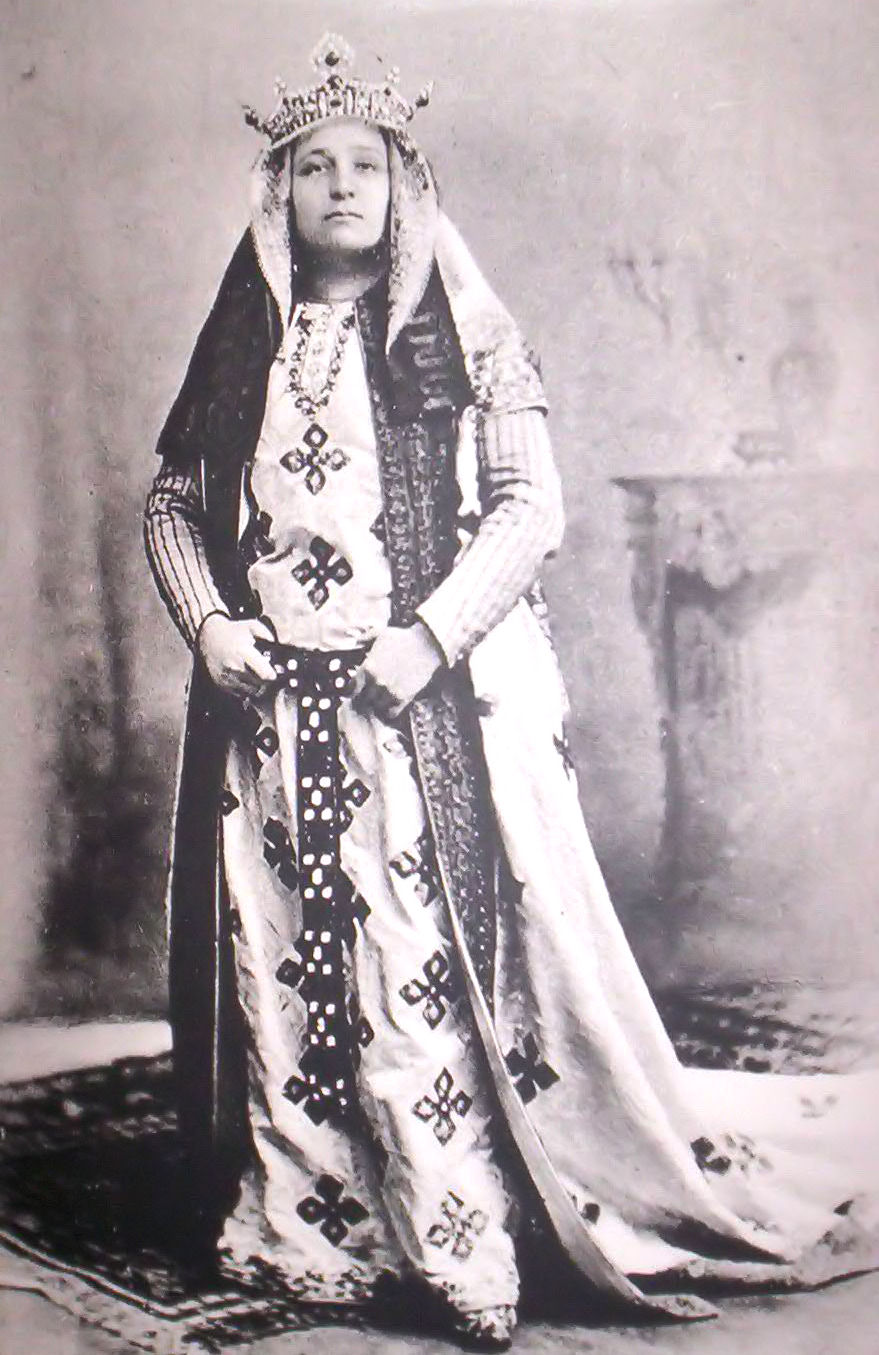
Jászai Mari Gertrudis szerepében az 1870-es években

Budai tartózkodása alatt ismerkedett meg első férjével, Kassai Vidor komikussal, akitől két év házasság után elvált. Kassai Vidorral kötött házassága viharos volt, a férj semmiben nem támogatta feleségét. Nem ismerte el szakmai tudását sem. Segítséget nem várhatott tőle.
1872-ben lett tagja a budapesti Nemzeti Színháznak, ahova báró Orczy Bódog intendáns hívta, és amelyhez haláláig hűséges maradt (egy évre, 1900-ban a Vígszínházba szerződött), 1901-től a Nemzeti örökös tagja lett. Bemutatkozó előadásában Bánk Bán Gertrudisát játszotta. 1893-tól egy évig a Színművészeti Akadémián tanított. Férfifalónak tartották, bár saját szavai szerint kapcsolatait mélyen átélte. Például Reviczky Gyula fiatalon elhunyt költővel is szerelmi kapcsolata volt, 1880 körül. Válása után többé nem ment férjhez.
Az első világháború alatt minden szabadidejét a sebesült katonák között töltötte, és minden jövedelmét rájuk költötte. Ellátta őket alsóruhával, dohánnyal, édességgel, könyvvel, szavalt nekik egész délutánokon át. Nem irtózott a szenvedéstől, a szennytől, és nem fogadott el sem köszönő szót, sem medáliát. Lakása valóságos raktár volt. Zsákszám álltak ott a szeretetadományok, amiket a harcterekre küldött. Megtakarított kis vagyonát így költötte el a háború alatt, még adósságokba is keveredett.
A Petőfi Társaság nemcsak írói tehetségét, hanem a Petőfi-kultuszban szerzett nagy érdemeit is méltányolta, amikor 1908-ban tiszteleti tagjává választotta. Jászai Mari minden idők legnagyobb Petőfi-interpretálója volt, és hogy Petőfi kultusza a 20. század első évtizedeiben újjászületését élte, abban oroszlánrésze volt.

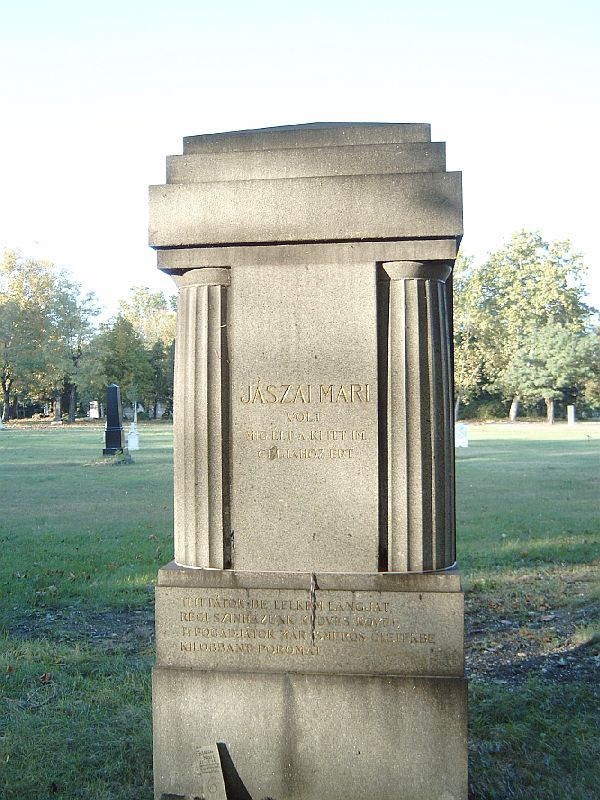
Sírja a Kerepesi temetőben (28-díszsor-18. Kivitelezők: Seenger Béla, Miakits Károly, Szabó Jenő)

1922. január 6-án ünnepelte az ország színészetének ötvenéves jubileumát, a Nemzeti Színház színpadán. Utoljára 1925. december 3-án lépett fel Az arany emberben mint Teréza mama. 1926. október 5-én halt meg Budapesten a Városmajor utca 68. szám alatti János Szanatóriumban (ma Semmelweis Egyetem Városmajori Szív- és Érgyógyászati Klinika) cukorbetegség következtében; egy ország gyászolta őt. A Kerepesi temetőnek abba a sírjába helyezték örök nyugalomra, amelyet még életében építtetett magának. A sírgödröt kirakatta a lebontott régi Nemzeti Színház köveivel, s a sírkőre, amit ugyancsak a régi Nemzeti egyik hatalmas oszloprészéből faragtatott, vésette rá saját sírfeliratát.

## Művészete
Őstehetség volt, ismereteit folyamatos tanulással mélyítette. Mindenekelőtt tragikus sorsú szerepekben tündökölt, Shakespeare nőalakjait, Antigonét, és anyját, Jokasztét, Élektrát, Kleopátrát, Margit királynét, Lady Macbethet, Volumniát, Gonerilt, Konstanciát, a Rómeó és Júliában a dajkát és Capuletnét formálta meg kiemelkedő tehetséggel. Utolsó szerepe Gloucester özvegye volt a III. Richárdban. Tehetségesen és szívesen szavalta Petőfi Sándor verseit – például munkásoknak szervezett előadóesteken. Fordított is: Ibsen John Gabriel Borkman című művét az ő fordításában mutatta be a Nemzeti Színház. Összesen mintegy 300 szerepet játszott. 1926-os halála után nyilvánosságra került naplója, jegyzetei színháztörténeti szempontból is értékesek az utókor számára.

A Schöpflin Aladár-féle Magyar Színművészeti Lexikon így jellemzi: 

„Jászai Mari az a színésznő, aki mindig a valóság illúziójával hatott, bármilyen fenséges és nagyszerű volt is. Ő elhitette velünk, hogy való élet az, amit szemünk láttára végig él. Őszinte és egyszerű volt a maga módján. […] Ő volt a mindenek fölött való színész. A színjátszó, akit a lelki és testi átváltozás ősi nagy ösztöne egyszer odavitt abba a világba, amely egészen az övé, amelynek nincsenek határai, amelyben lehet a kis pesztonkából királynő, ahol szép lesz a csúnya és rúttá kendőzi magát a szép. Az örök színész, egész színész, abszolút színész volt ő, aki nappal igénytelenül öltözött, nem bánta, ha sokan csúnyának tartják, nem igyekezett tetszeni, nem törekedett arra, hogy mindenkit elbájoljon, meghódítson vagy elkápráztasson a szellemével. Szinte nőietlen volt rideg lelki magányában, lemondva a nőiesség ősi és örök vágyáról: tetszeni mindenkinek! Ő nappal nem akart tetszeni és nem akart ékes lenni. Minden erejét, képességét, akaratát a szerepei számára tartogatta.”

## Emlékezete

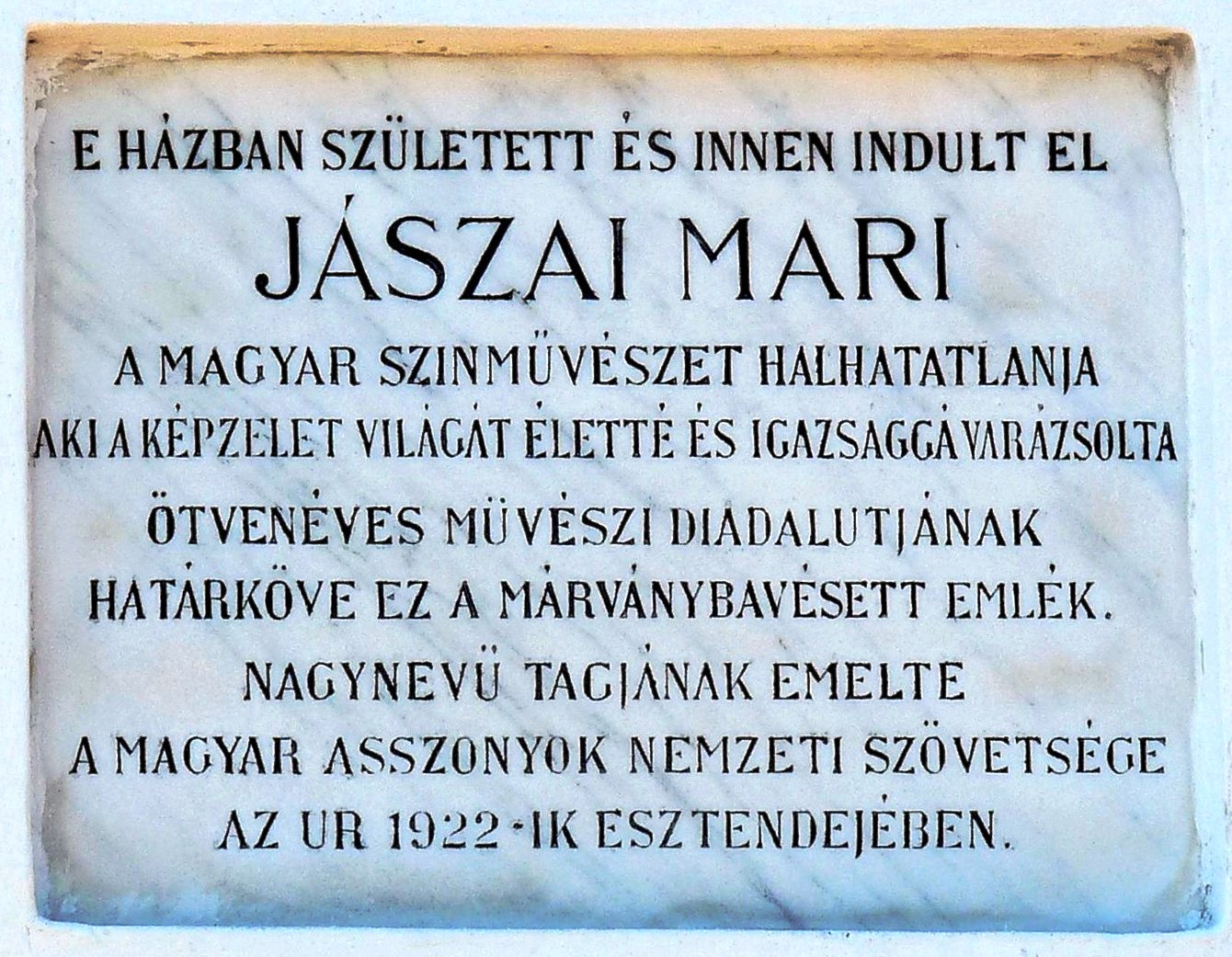
Emléktáblája szülőháza homlokzatán (Ászár, Jászai Mari u. 17.)

Már életében, 1922-ben emléktáblát helyeztek el ászári szülőházán, ami napjainkban emlékháznak van berendezve. Róla nevezték el a tatabányai Jászai Mari Színházat. Nevét ezenkívül Budapesten közterület viseli (tér az V. és a XIII. kerületben). A Vénuszon egy krátert neveztek el róla. Az ő nevét viseli egy rangos színművészeti kitüntetés is, a Jászai Mari-díj. Budapest V. kerületében a Magyar utca 34. sz. alatti Színészotthont róla nevezték el, domborművel díszített emléktábla őrzi emlékezetét, Borbereki-Kovács Zoltán alkotása.
Rábatamásiban a Szent István u. 33. szám alatt a Jászai Mari emlékszobát rendeztek be. A híres színésznő, sokszor tartózkodott a községben, töltötte pihenését itt testvérbátyja, Jászai József kántortanító házában. A fehér falú kis tanítóház homlokzatán márványtábla őrzi emlékét, az utcai szobában pedig személyes tárgyaiból, fotóiból látható egy kis gyűjtemény.
Szülőfalujában, Ászáron, továbbá Monoron is általános iskola viseli a nevét.

## Fontosabb színházi szerepei

### Shakespeare-szerepek
Goneril (Lear), Margit királyné (III. Richárd), Lady Macbeth, Portia (Julius Caesar), Gertrud (Hamlet), Volumnia (Coriolanus), Imogen (Cymbeline), Closter özvegye (II. Richárd).

### További szerepei

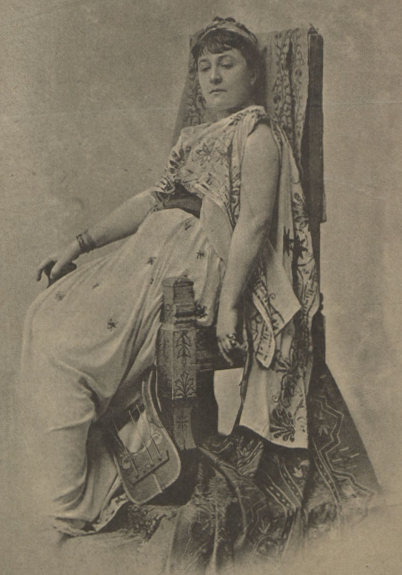
Medea szerepében

Éva (Madách: Az ember tragédiája); Erzsébet, Mária (Schiller: Stuart Mária); Antigone, Elektra, Iocaste (Szophoklész); Phaedra (Racine); Medea, Sappho (Grillparzer); Ella (Ibsen: John Gabriel Borkman), Alvigné (Ibsen: Kísértetek); Léna (Verga: A farkas), Predszlava (Szigligeti E.: Trónkereső).

## Némafilmjei
- A tolonc (1914)
- Bánk bán (1914)

## Főbb művei
- A tükröm; József Szanatórium Egyesület, Bp., 1909
- Színész és közönség; Magyar Írók Társasága, Bp., 1918
- Jászai Mari emlékiratai; sajtó alá rend. Lehel István; Egyetemi Ny., Bp., 1927; hasonmás: Babits, Szekszárd, 2003
- Jászai Mari levelei; sajtó alá rend. Kozocsa Sándor; Pintér Jenőné, Bp., 1943
- Jászai Mari írásai; vál., bev. Debreczeni Ferenc; Művelt Nép, Bp., 1955 
  - Tanulmányok
  - Napló
  - Emlékezések
- Jászai Mari emlékiratai; utószó Lukácsy Sándor; Magyar Könyvklub, Bp., 1994 (Klub klasszikusok)
- Tükör-játék. Válogatott írások, levelek; szerk. Balatoni Monika; Kairosz, Bp., 2002 (Magyar Thália)
- Emlékirat és napló; szerk. Kovács Attila Zoltán; Szépmíves, Bp., 2016
- "Mije lehetek én önnek?". Ambrus Zoltán és Jászai Mari levelezése, 1885; összegyűjt., sajtó alá rend., bev., jegyz. Buda Attila; Ráció, Bp., 2023

## Róla írták
- Jászai Mari emlékiratai. Sajtó alá rendezte Lehel István, 1927
- Jászai Mari írásai. Emlékezések – Napló – Tanulmányok. Válogatta és bevezette: Debreczeni Ferenc, 1955
- Tükör-játék. Válogatott írások, levelek. Szerkesztette: Balatoni Mónika, 2002
- Hangoskönyv az írásaiból: https://www.youtube.com/watch?v=VNXhPRvN0Mw